# Ruoms
Ruoms é uma comuna francesa na região administrativa de Auvérnia-Ródano-Alpes, no departamento de Ardèche. Estende-se por uma área de 12,14 km². Em 2010 a comuna tinha 2 297 habitantes (densidade: 189,2 hab./km²).